# Ciocalypta rutila
Ciocalypta rutila är en svampdjursart som beskrevs av William Johnson Sollas 1902. Ciocalypta rutila ingår i släktet Ciocalypta och familjen Halichondriidae. Inga underarter finns listade i Catalogue of Life.